# Чемпіонат світу з легкої атлетики 2022 — естафетний біг 4×400 метрів (жінки)
Змагання з естафетного бігу 4×400 метрів серед жінок на Чемпіонаті світу з легкої атлетики 2022 в Юджині відбулись 23 та 24 липня на стадіоні «Гейворд Філд».

## Напередодні старту
Основні рекордні результати на початок змагань:
| WR | СРСР Тетяна Ледовська Ольга Назарова Марія Пінігіна Ольга Бризгіна          | 3.15,17 | Сеул     | 1 жовтня 1988  |
| CR | США Гвен Торренс Мейсел Мелоун-Воллес Наташа Кайзер-Браун Джерл Майлз Кларк | 3.16,71 | Штутгарт | 22 серпня 1993 |
| WL | Kentucky Каріма Девіс Дажур Майлз Еббі Штайнер Алексіс Голмс                | 3.21,93 | Оксфорд  | 14 травня 2022 |

## Результати

### Фінал
| 1 | США             | Таліта Діггс       | Еббі Штайнер      | Бріттон Вілсон        | Сідні Мак-Лафлін  | 3.17,79 | WL |
| 2 | Ямайка          | Кендіс Мак-Леод    | Дженів Расселл    | Стефані-Енн Макферсон | Шарукі Янг        | 3.20,74 | SB |
| 3 | Велика Британія | Вікторія Огуруоґу  | Ніколь Єргін      | Джессі Найт           | Лавіаї Нільсен    | 3.22,64 | SB |
| 4 | Канада          | Наташа Мак-Дональд | Аянна Стіверн     | Зої Шерар             | Кайра Константайн | 3.25,18 | SB |
| 5 | Франція         | Сохна Лакост       | Шана Гребо        | Сункамба Сілла        | Амандін Бросьє    | 3.25,81 | SB |
| 6 | Бельгія         | Елена Понетт       | Імке Вервет       | Паулін Коукейт        | Каміль Лаус       | 3.26,29 | SB |
| 7 | Італія          | Анна Полінарі      | Айоміде Фолорунсо | Вірджинія Трояні      | Аліче Манджоне    | 3.26,45 | SB |
| 8 | Швейцарія       | Зільке Лемменс     | Юлія Нідербергер  | Анніна Фар            | Ясмін Гігер       | 3.27,81 | SB |

## Відео
- USA secure 4x400m relay victory на YouTube